# Nallıhan
Nallıhan est une ville rurale et district de la province d'Ankara en Anatolie centrale, Turquie à 157 km de la capitale. Selon le recensement de 2000, la population est de 40 677 habitants.

## Démographie
| 1997   | 2000   | 2007   | 2009   |
| ------ | ------ | ------ | ------ |
| 16 951 | 17 181 | 12 895 | 12 698 |